# Liolaemus yanalcu
Espèce
Statut de conservation UICN

 LC  : Préoccupation mineure
Liolaemus yanalcu est une espèce de sauriens de la famille des Liolaemidae.

## Répartition et habitat
Cette espèce est endémique d'Argentine. Elle se rencontre dans les provinces de Salta et de Jujuy. On la trouve entre 3 898 et 4 305 m d'altitude. Elle vit dans la puna ou la végétation est majoritairement composée de Parastrephia phylicaeformis et Festuca.

## Description
C'est un saurien ovipare.

## Étymologie
Le nom spécifique yanalcu vient du quechuan yanalcu, obscur, noir, en référence à la coloration de ce saurien.

## Publication originale
- Martínez Oliver & Lobo, 2002 : Una nueva especie de Liolaemus del grupo alticolor (Iguania: Liolaemidae) de la Puna Salteña, Argentina. Cuadernos de Herpetología, vol. 16, no 1, p. 47-64 (texte intégral).